# Peder Erlandsson Bååt
Peder Erlandsson Bååt (den yngre), född 1589, död 24 december 1654, var en svensk ämbetsman.
Bååt var landshövding i Södermanlands län från 1634 till 1637. Han var innehavare av Fituna i Sorunda socken, Östanå slott i Kulla socken och Edeby gård i Lovö socken samt Söderby gård i Österhaninge socken.